# 조피 폰 호헨베르크 여후작
조피 폰 호헨베르크 여후작(독일어: Sophie von Hohenberg, 1901년 7월 24일 ~ 1990년 10월 27일), 본명 조피 마리아 프란치스카 안토니아 이그나티아 알베르타(Sophie Marie Franziska Antonia Ignatia Alberta)는 오스트리아-헝가리 제국의 황족으로, 프란츠 페르디난트 폰 외스터라이히에스테 대공과 조피 초테크 폰 호헨베르크 여공작의 딸이다.

## 생애

### 탄생과 황위 계승권 박탈
조피 마리아 프란치스카 안토니아 이그나시아 알베르타 폰 호헨베르크 여후작은 1901년 7월 24일 오스트리아-헝가리 제국의 지배를 받고 있던 보헤미아 왕국(현재의 체코)의 코노피슈테 성에서 프란츠 페르디난트 대공과 조피 여공작의 첫째 딸로 태어났다.
그녀의 어머니 조피 여공작은 백작 영애의 지위를 가진 귀족이었음에도 유럽에서 가장 보수적인 오스트리아-헝가리 제국에서 황태자비로 인정받지 못했다. 거기다가 그녀의 큰할아버지인 프란츠 요제프 1세는 아버지인 프란츠 페르디난트 대공이 어머니인 조피 여공작과의 귀천상혼을 허락하는 조건으로 조피 여공작의 자녀들의 황위 계승권을 박탈했다. 그래서 그녀는 황위 계승권이 없었다.

### 부모님의 죽음과 제1차 세계 대전
황태자비로 인정받고 싶었던 어머니 조피 여공작은 1914년 6월 28일 오스카르 포티오레크 장군의 초청으로 사라예보를 방문한 프란츠 페르디난트 대공과 동행했다. 프란츠 페르디난트와 조피 여공작은 흑수단 단원 네델코 차브리노비치의 폭탄 공격은 피했지만, 또 다른 흑수단 단원 가브릴로 프린치프에게 암살당했다. 그 사건으로 제1차 세계 대전이 발발했고, 전쟁 결과 오스트리아-헝가리 제국이 멸망했다.

### 제2차 세계 대전과 그 이후
조피 여후작은 부모를 잃고 두 동생들과 함께 오스트리아 빈 등 이곳저곳을 오가며 생활했다. 조피 여후작은 1920년 9월 8일에 프리드리히 폰 노스티츠라이네크 백작(Friedrich von Nostitz-Rieneck, 1891년 ~ 1973년)과 결혼했으며 슬하에 3남 1녀(아들 에르바인(Erwein), 프란츠(Franz), 알로이스(Aloys), 딸 조피(Sophie))를 두었다.
1938년에 일어난 독일의 오스트리아 병합을 계기로 조피 여후작의 남동생이었던 막시밀리안(Maximilian) 공작, 에른스트(Ernst) 후작이 반(反)나치 활동 혐의로 게슈타포에 의해 체포되었다. 막시밀리안, 에른스트 형제는 다하우 강제 수용소에 수감되었지만 1943년에 석방되었다. 또한 조피 여후작은 자신의 둘째 아들인 프란츠 백작이 제2차 세계 대전에서 전사하는 슬픔을 겪었다.
조피 여후작은 1990년 10월 27일 89세의 나이로 병사하였으며, 프란츠 페르디난트 대공과 조피 여공작의 세 자녀 중 가장 오래 살았다.

## 자녀
| 사진 | 이름                              | 생일            | 사망                   | 기타                                         |
| ---- | --------------------------------- | --------------- | ---------------------- | -------------------------------------------- |
|      | 에르바인 폰 노스티츠라이네크 백작 | 1921년 6월 29일 | 1949년 9월 11일 (28세) | 소련 군대의 전쟁 포로 수용소에 구금되어 옥사 |
|      | 프란츠 폰 노스티츠라이네크 백작   | 1923년 2월 2일  | 1945년 2월 23일 (22세) | 제2차 세계 대전에서 전사                     |
|      | 알로이스 폰 노스티츠라이네크 백작 | 1925년 8월 12일 | 2003년 4월 22일 (77세) | 3남 1녀                                      |
|      | 조피 폰 노스티츠라이네크 백작부인 | 1929년 6월 24일 | 2024년 4월 19일 (94세) | 2남 2녀                                      |